# Луизијана (Мисури)
Луизијана (енгл. Louisiana) град је у америчкој савезној држави Мисури.

## Демографија
По попису из 2010. године број становника је 3.364, што је 499 (-12,9%) становника мање него 2000. године.
| Група             | 2000.         | 2010.         |
| Белци             | 3.422 (88,6%) | 2.977 (88,5%) |
| Афроамериканци    | 221 (5,7%)    | 159 (4,7%)    |
| Азијати           | 10 (0,3%)     | 11 (0,3%)     |
| Хиспаноамериканци | 152 (3,9%)    | 137 (4,1%)    |
| Укупно            | 3.863         | 3.364         |